# Caringin (Bandung Kulon)
Caringin is een bestuurslaag in het regentschap Kota Bandung van de provincie West-Java, Indonesië. Caringin telt 9805 inwoners (volkstelling 2010).